# Emīls Liepiņš
Emīls Liepiņš, nascido a 29 de outubro de 1992, é um ciclista letão nascido em Dobele, membro da equipa Wallonie Bruxelles.

## Palmarés
2018
- Porec Trophy[1]
- 1 etapa do Istrian Spring Trophy
- Flecha de Heist
- Baltic Chain Tour, mais 1 etapa

2019
- 1 etapa da Settimana Coppi e Bartali